# Anna Fernstaedt
Anna Fernstaedt, nata Fernstädt, talvolta indicata anche come Fernstaedtová o Fernstädtová (Praga, 23 novembre 1996) è una skeletonista tedesca naturalizzata ceca nel 2018.

## Biografia
Ex ginnasta, la Fernstädt pratica lo skeleton dal 2011 e nel 2013 iniziò a gareggiare per la squadra nazionale tedesca, partecipando inizialmente alla Coppa Europa, di cui vinse poi la classifica generale al termine della stagione 2013/14, e alla Coppa Intercontinentale in cui trionfò nel 2018/19. Si distinse inoltre nelle categorie giovanili conquistando quattro medaglie ai mondiali juniores di cui tre d'oro consecutive vinte a Sankt Moritz 2018, a Schönau am Königssee 2019 e a Winterberg 2020 più una di bronzo ottenuta a Winterberg 2016. Con l'oro colto nell'edizione del 2020, Anna Fernstaedtová è l'atleta con il maggior numero di successi (tre) nella competizione mondiale di categoria, avendo sopravanzato le tedesche Kathleen Lorenz e Jacqueline Lölling, ferme a quota due.
Esordì in Coppa del Mondo all'avvio della stagione 2016/17, il 2 dicembre 2016 a Whistler dove fu ottava al traguardo; ottenne il suo primo podio il 27 gennaio 2017 a Schönau am Königssee (3ª nel singolo). In classifica generale detiene quale miglior piazzamento il quinto posto ottenuto al termine della stagione 2020/21.
Ha partecipato ai Giochi olimpici invernali di Pyeongchang 2018, classificandosi sesta nel singolo.

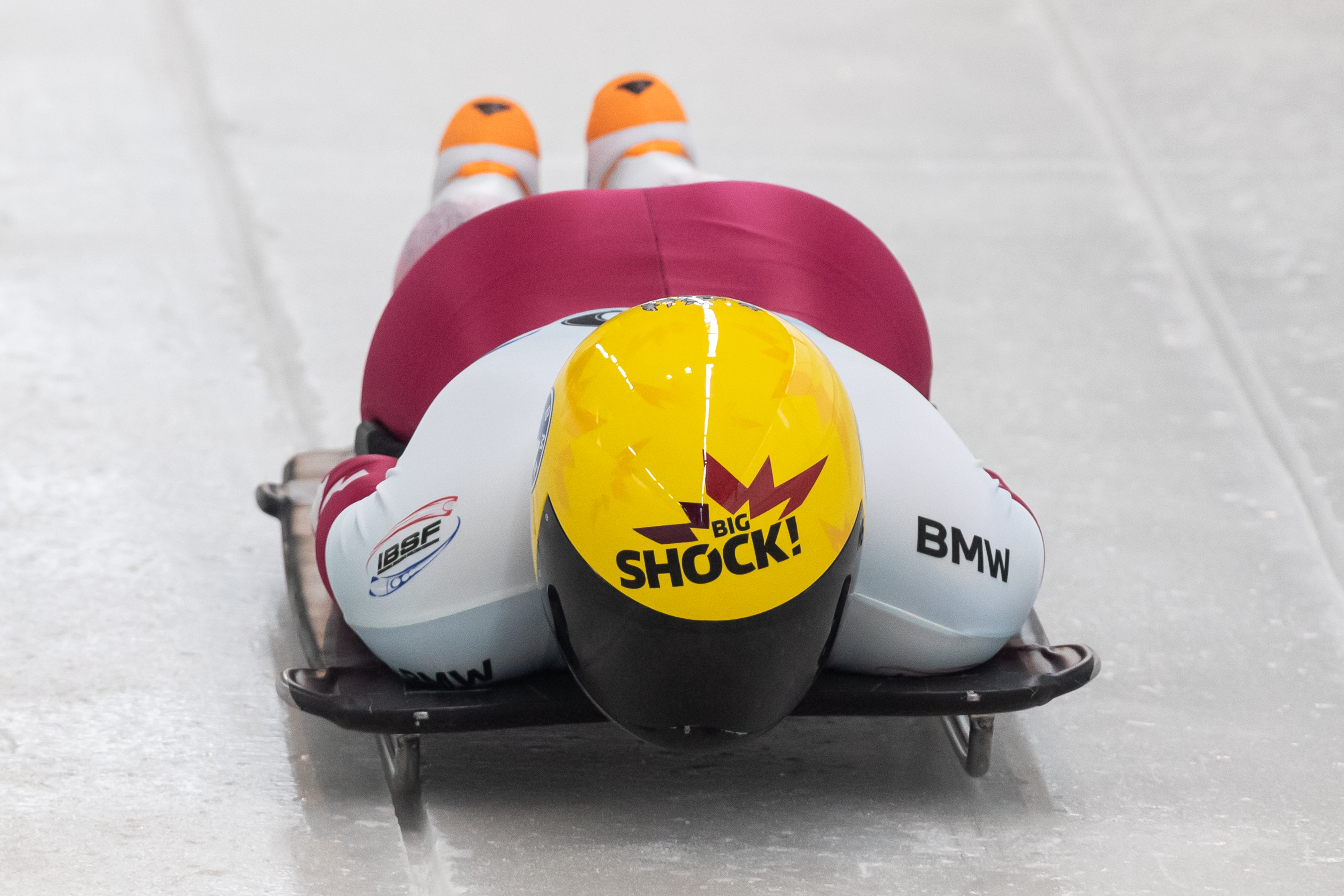
Anna Fernstaedtová in gara ai campionati mondiali di Altenberg 2021

Ha preso parte altresì a quattro edizioni dei campionati mondiali conquistando in totale una medaglia di bronzo. Nel dettaglio i suoi risultati nelle prove iridate sono stati, nel singolo: quarta a Schönau am Königssee 2017, quarta a Whistler 2019, settima ad Altenberg 2020 e decima ad Altenberg 2021; nella gara a squadre: medaglia di bronzo a Schönau am Königssee 2017, ottenuta non rappresentando la Germania ma un team internazionale formato da atleti appartenenti a diversi paesi.
Agli europei detiene invece quale miglior piazzamento l'ottavo posto raggiunto a Winterberg 2017.

## Palmarès

### Mondiali
- 1 medaglia:
  - 1 bronzo (gara a squadre a Schönau am Königssee 2017, come parte di una squadra internazionale).

### Mondiali juniores
- 4 medaglie:
  - 3 ori (singolo a Sankt Moritz 2018; singolo a Schönau am Königssee 2019; singolo a Winterberg 2020);
  - 1 bronzo (singolo a Winterberg 2016).

### Coppa del Mondo
- Miglior piazzamento in classifica generale: 5ª nel 2020/21.
- 3 podi (nel singolo):
  - 1 secondo posto;
  - 2 terzi posti.

### Campionati tedeschi
- 1 medaglia:
  - 1 argento (singolo a Schönau am Königssee 2017[3]);
  - 1 bronzo (singolo ad Altenberg 2016[4]).

### Circuiti minori

#### Coppa Intercontinentale
- Vincitrice della classifica generale nel 2018/19;
- 17 podi (tutti nel singolo):
  - 7 vittorie;
  - 2 secondi posti;
  - 8 terzi posti.

#### Coppa Europa
- Vincitrice della classifica generale nel 2013/14;
- 9 podi (nel singolo):
  - 4 vittorie;
  - 3 secondi posti;
  - 2 terzi posti.

#### Coppa Nordamericana
- 2 podi (nel singolo):
  - 2 secondi posti.